# Karlické údolí
Karlické údolí je přírodní rezervace v okresech Beroun a Praha-západ v oblasti chráněné krajinné oblasti Český kras. Rozkládá se na svazích kolem Karlického potoka mezi obcemi Roblín, Vonoklasy, Karlík, Mořina a Mořinka. S rozlohou 214,1 hektarů se jedná o třetí největší chráněné území v rámci chráněné krajinné oblasti. Území je výjimečné svými zachovalými opadavými lesy, světlinami až stepního charakteru a skalními trávníky. Na lokalitě lze nalézt kriticky ohrožené rostliny jako je včelník rakouský nebo zvonovec liliolistý. Kromě hojného počtu měkkýšů a brouků se zde vyskytuje i kriticky ohrožená ještěrka zelená.
Mimo přírodní úkazy se zde nachází také pozůstatky hradu Karlík, který je dnes kulturní památkou.

## Přírodní poměry
Rezervace se rozkládá v jednom z bočních údolí řeky Berounky, které je zaříznuté do Karlštejnské plošiny. Na dvě nestejně velké části ho půlí meandrující Karlický potok. Převažuje jihozápadní expozice svahů, menší část je orientována severovýchodně.

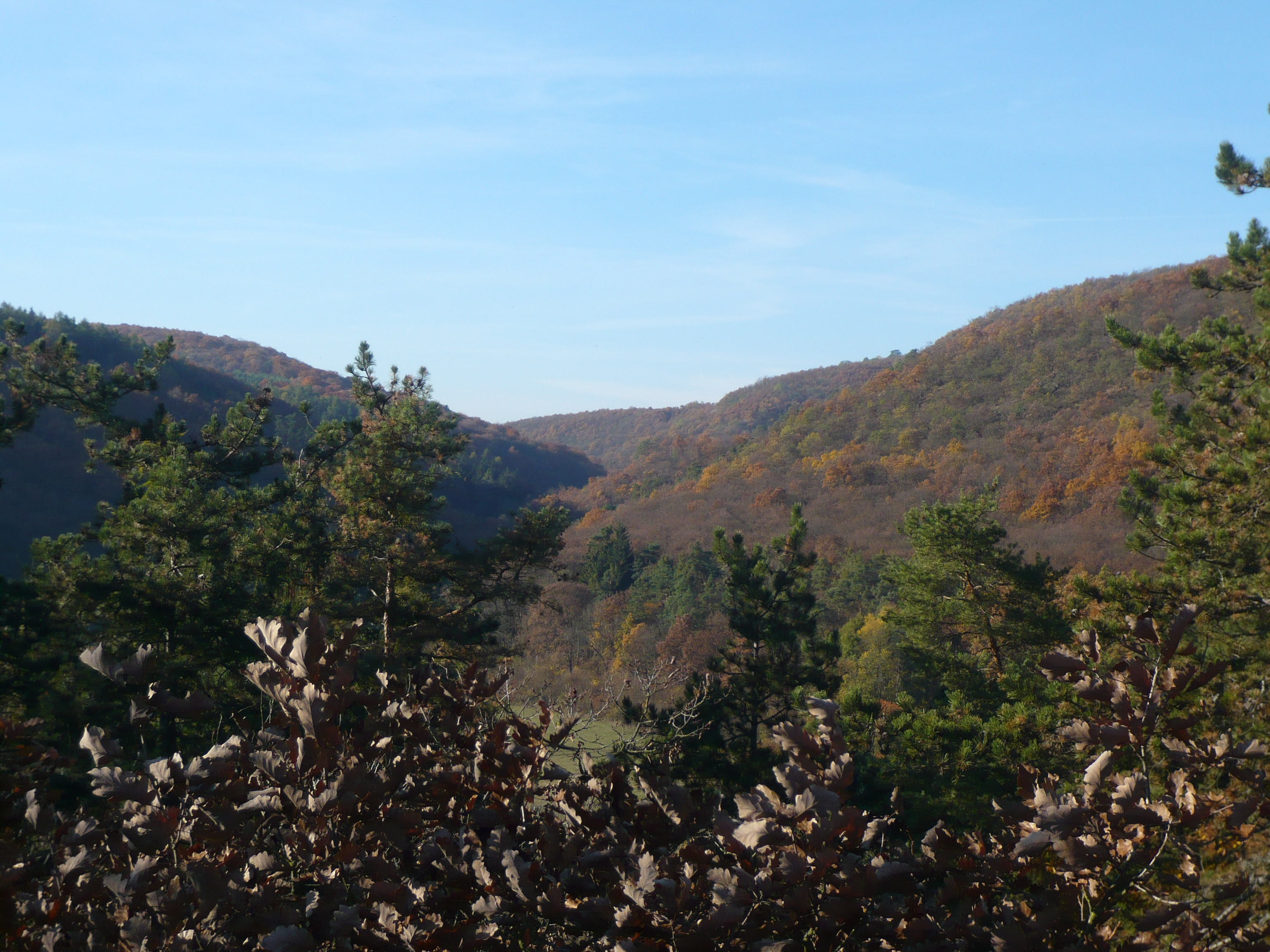
Údolí směrem od řeky Berounky

Na většině území se rozkládají lesní pozemky. Na horní hranici levého břehu údolí se tyčí skalní výstupy. Roztroušeně se zde nachází několik ostrůvků xerotermního bezlesí. Xerotermní biotopy mají minimální rozlohu vzhledem k lesním porostům. Jsou však ideální pro teplo- a suchomilné druhy rostlin i živočichů, kteří v kulturní krajině většinou jen velmi těžko hledají vhodné podmínky pro život. Jedním z příkladů je Pelnunková stráň, která má charakter skalní stepi a naprosto se tak odlišuje od okolních souvislých lesů. Z přírodovědeckého hlediska jsou nejvýznamnějším biotopem skalní stepi s jeřábem břekem a šípakové doubravy.

### Geologie
Geologické podloží pochází z období prvohor. Tvoří ho různé typy hlavně kyselých břidlic z období ordoviku. Nejčastěji se zde nacházejí devonské vápence. Přesto na lokalitě nebyly zjištěny žádné podzemní krasové jevy. V jílových břidlicích byly nalezeny zkameněliny graptolitů. Za zmínku stojí pozůstatky pěnovcových kaskád, které se nacházejí v toku potoka. Jsou to jedny z mála posledních doposud živých kaskád v Českém Krasu.

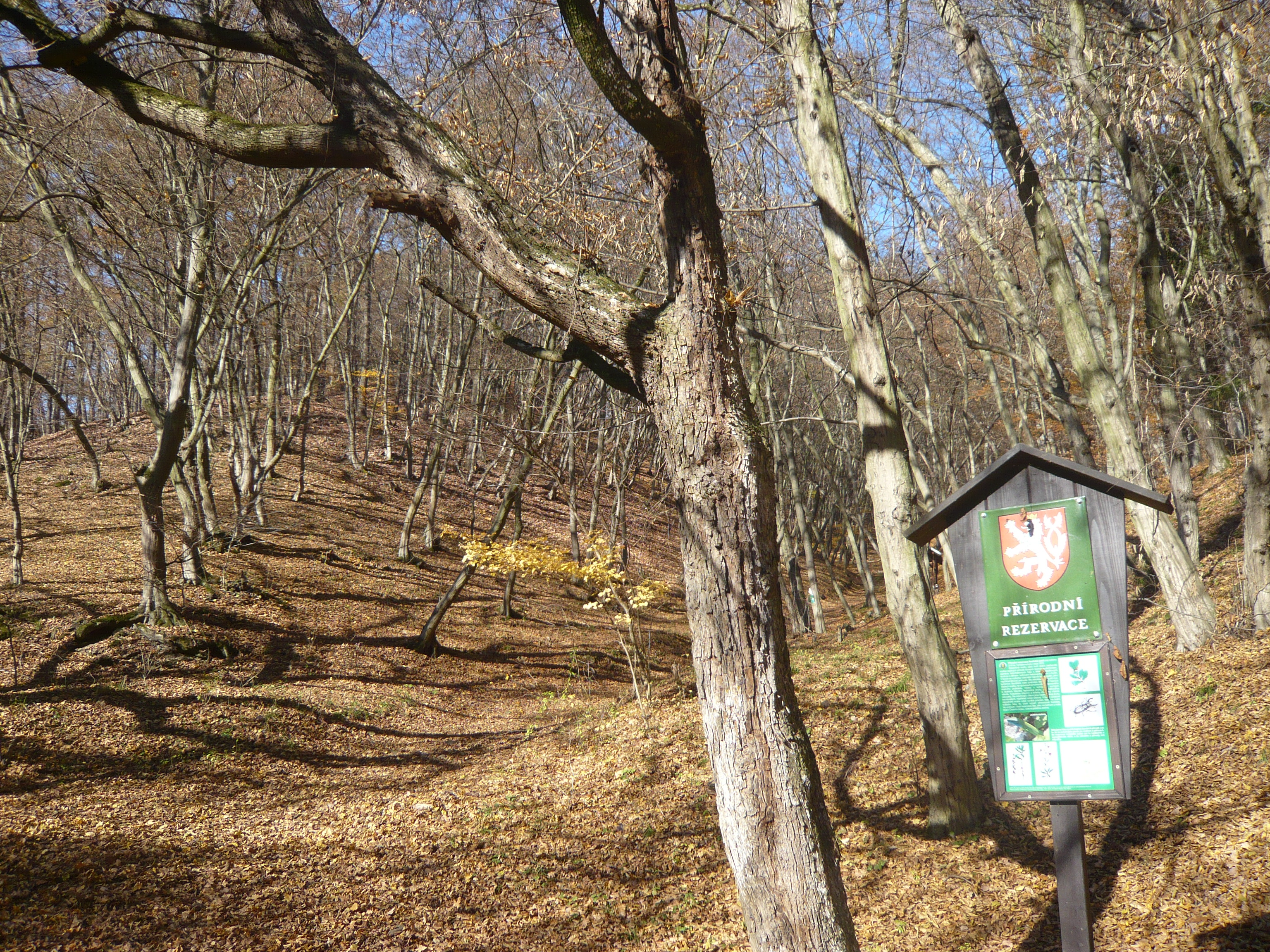
PR Karlické údolí

Kromě klimatických podmínek určuje charakter lesů i bezlesí georeliéf, který má kromě jiného vliv na půdní typ – zde převažuje hnědozem. Půdy jsou mělké a štěrkovité. Zvláště v nižších polohách můžeme hovořit o sutích.

### Flóra

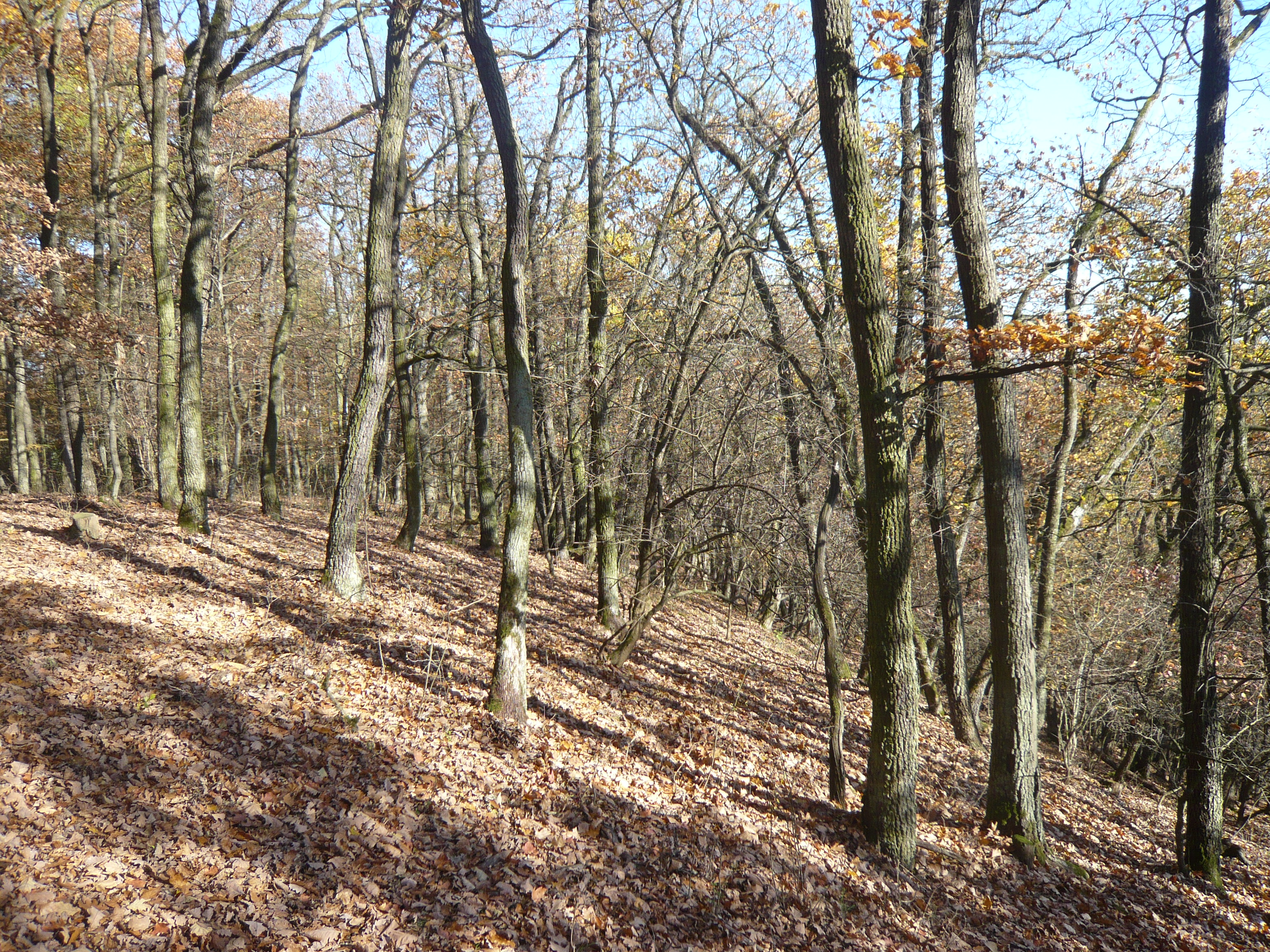
Habrové doubravy na jižním svahu rezervace

Vlivem různorodosti lokality se zde vyskytuje velké množství rostlin s velmi odlišnými nároky na biotop. V lesním porostu převládají dubohabřiny. Někdy v kombinaci s lípou malolistou (Tilia cordata), javorem babykou (Acer campestre), chráněným dubem pýřitým (Quercus pubescens Willd.) či jeřábem břekem (Sorbus torminalis) typickým pro teplé až mediteránní oblasti. Současná skladba lesního porostu poměrně dobře odpovídá potenciálnímu přirozenému zastoupení dřevin. Podíl nepůvodních dřevin díky šetrnému hospodaření stále klesá.

## Cévnaté rostliny
Na severnovýchodním svahu převládají kalcifilní bučiny s častým habrem obecným (Carpinus betulus). V bylinném patře je například svízel vonný (Galium odoratum), kopytník evropský (Asarum europaeum), hlístník hnízdák (Neottia nidus-avis) a kruštík širolistý (Epipactis helleborine). Poslední zmiňovaný je sice nejrozšířenějším z rodu kruštíků v Česku, přesto byl zařazen do skupiny ohrožených druhů (C4a) podle Červeného seznamu ČR.

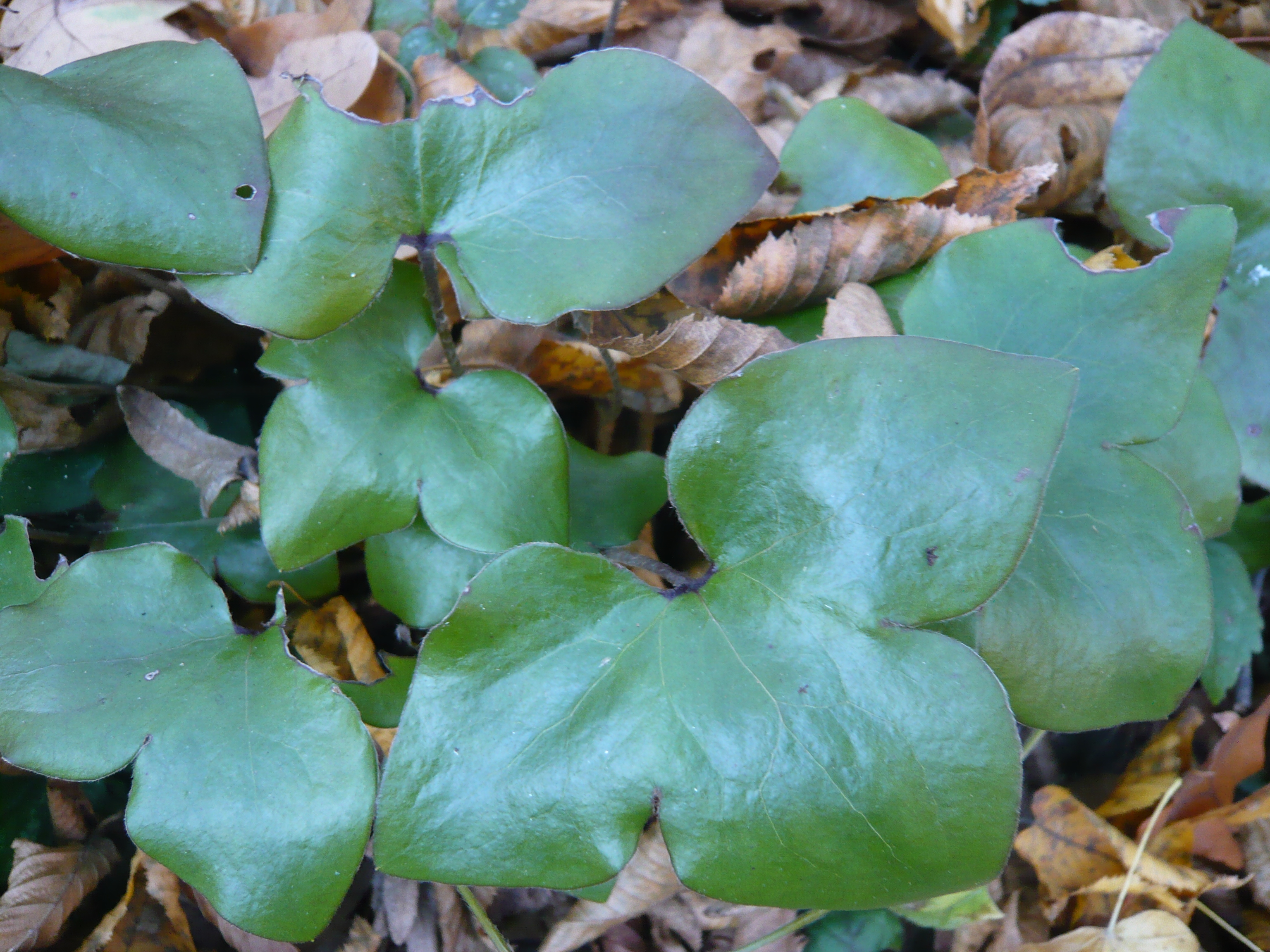
Na podzim se dá v podrostu běžně nalézt jaterník trojlaločnatý

Teplomilnější druhy rostlin našly útočiště na jihozápadním svahu. Na méně strmých svazích převažují druhově bohaté habrodubové háje. Ty jsou obecně v Karlickém údolí nejhojnější. V dubohabřinách je keřové patro tvořeno svídou krvavou (Cornus sanguinea), ptačím zobem (Ligustrum vulgare), javorem babykou (Acer campestre) či lýkovcem jedovatým (Daphne mezereum). Bylinné patro je zastoupeno řimbabou chocholičnatou (Tanacetum corymbosum), zvonkem broskvolistým (Campanula persicifolia), klinopádem obecným (Chlinopodium vulgare) či medovníkem velkokvětým (Melittis melissophyllum). Roste zde i lilie zlatohlávek (Lilium martagon) a oměj vlčí mor (Aconitum lycoctonum). Mochna bílá (Potentila alba) a zvonovec liliolistý (Adenophora liliifolia) nachází vhodné podmínky k růstu ve vlhčích dubohabřinách. V Červeném seznamu České republiky je zvonovec zařazen do kategorie kriticky ohrožených druhů (C1).[zdroj⁠?!]
Mnohem menší rozlohu zabírají habrové javořiny a na méně než jednom procentu území pak bory. Javořiny se nacházejí spíše ve spodních  partiích suťových svahů. Zde roste kromě jiného žlutě kvetoucí dřín obecný (Cornus mascula), jeden z našich původních divokých keřů. Z bylinného patra jsou zastoupeny spíše hajní druhy jako hrachor jarní (Lathyrus vernus), jaterník trojlaločnatý (Hepatica nobilis) či svízel lesní (Galium sylvaticum). Výrazným jevem bylinného patra je tzv. jarní aspekt. Během něho zde rozkvétá dymnivka dutá (Corydalis cava), orsej jarní (Ficaria verna) a kyčelnice devítilistá (Dentaria enneaphylla).

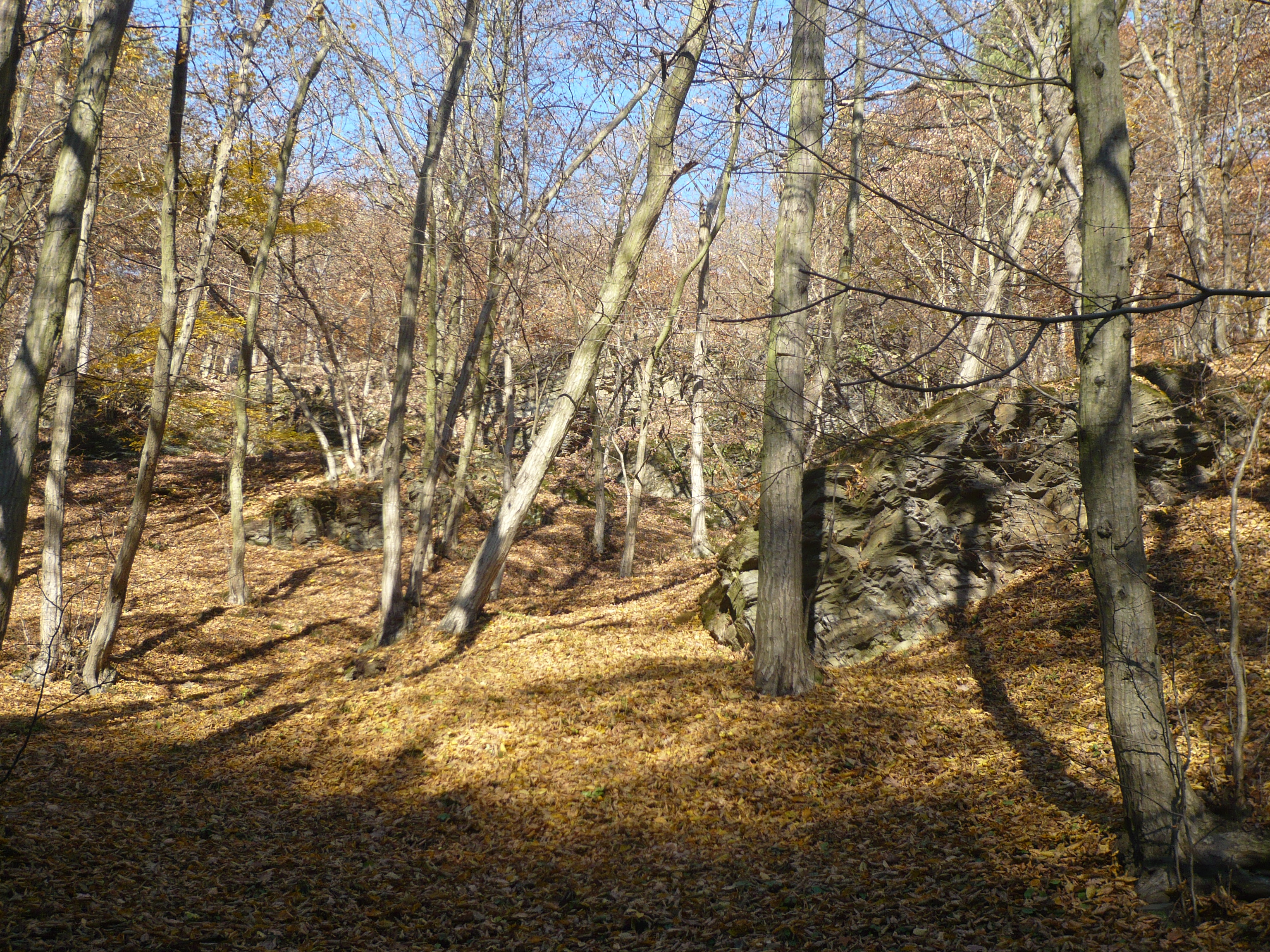
Jižní část se skalními výstupy

Směrem vzhůru ke stráním a skalním výběžkům porosty řídnou. Hrachorové doubravy jsou postupně prosvětleny a obohaceny jeřábem břekem (Sorbus torminalis). Kolem výslunných stráních se nachází šipákové doubravy. Na skaních výstupech se duby vyskytují jen zřídka a to především v zakrslých a pokřivených formách. Světliny a následné bezlesí hostí světlomilné až zcela xerotermní druhy jako kokořík vonný (Polygonatum officinale), vstavač nachový (Orchis purpurea), ostřice nízká (Carex humilis), bělozářka větevnatá (Anthericum ramosum), penízek horský (Thlaspi montanum), hrachor panonský chlumní (Lathyrus pannonicus), černýš hřebenitý (Melampyrum cristatum), hvězdnice chlumní (Aster amellus), sasanka lesní (Anemone sylvestris) a další.
Skalní stepi a výstupy poskytují útočiště například včelníku rakouskému (Dracocephalum austriacum), který je stejně jako zvonovec liliolistý řazen do kategorie C1. Vyskytuje se na lokalitě Peluňková stráň. Dále jsou výslunné oblasti vhodné pro koniklec luční český (Pulsatilla pratensis), kavyl Ivanův (Stipa pennata), chrpu chlumní (Centaurea triumfetti) a prstnatec bezový (Dactylorhiza sambucina).

### Bezcévné rostliny
Na skalách se dá nalézt více druhů rodu děrkavka (Grimmia) a síťověnku poduškovitou (Coscinodon cribrosus). Na zastíněnějších lokalitách se vyskytují vzácné a ohrožené druhy mechorostů. Jsou to například játrovky: kýlnatka vápencová (Scapania calcicola) a vápnomilka přerušovaná (Pedinophyllum interruptum) nebo mezi mechy patřící klaminka tupolistá a trněnka aksamitová (Eurhynchium flotowianum). Speciálním stanovištěm jsou travertinové kaskády. Ty hostí vzácné mechorosty jako je hrubožebrec proměnlivý (Palustriella commutata), pobřežnice Fabbroniova (Pellia endiviifolia), prutník hvězdovitý (Bryum pseudotriquetrum) či krasatka přeslenitá (Eucladium veriticillatum).

### Houby
Karlické údolí je též mykologickou lokalitou s výskytem vzácných druhů hřibovitých hub. Jmenovat lze např. hřib Fechtnerův nebo hřib purpurový.

### Fauna
Celkem bylo v Karlickém údolí zatím zjištěno 57 druhů měkkýšů, 37 druhů listorohých brouků, 76 druhů motýlů a 85 druhů obratlovců. Z nich 48 druhů ptáků.
Lokalita je velmi bohatá na bezobratlé živočichy. Dobře bylo prozkoumáno společenstvo měkkýšů. První sběry dat proběhly už v roce 1940. Vyskytují se zde od slepých, podzemních až po lesní formy. Jako příklad lze uvést měkkýše Platyla polita, Cochlicopa lubrica, Pupilla sterri, Arion silvaticus, Clausilia pumila a mnoho dalších. Z listorohých brouků jsou zde zastoupeni druhy s různou ekologickou valencí od xerotermních po horské. Například se zde vyskytuje roháček bukový (Sinodenron cylindricum), roháček Aesalus scrabaeoides, chroust mlynařík (Polyphylla fullo), listokaz kovový (Anomala dubia) nebo chrobák pečlivý (Copris lunaris). Byly zde nalezeni i chránění brouci krajník hnědý (Calosoma inquisitor) a krajník pižmový (Copris Sycophanta), tesařík obrovský (Cerambyx cerdo), roháč obecný (Lucanus cervus), zlatohlávek skvostný (Cetonischema aeruginosa) a další vzácné druhy. Pupenovka Tetanocentria ochraceella a zavíječ Pyrausta castalis jsou motýli, které se kromě této lokality v Čechách nikde jinde nevyskytují. Mají tedy až evropský význam.
Karlické údolí je významné též z hlediska diversity obratlovců. Z obojživelníků lze uvést druhy skokan hnědý (Rana temporaria) a skokan štíhlý (Rana dalmatina), v minulosti se zde nacházela i rosnička zelená (Hyla arborea). Mezi nesporně významný patří především výskyt kriticky ohrožené ještěrky zelené (Lacerta viridis). Z ptáků byl zaznamenán přelet dudka chocholatého (Upupa epops) a pravděpodobně zde hnízdí například včelojed lesní (Pernis apivorus), sluka lesní (Scolopax rusticola) a výr velký (Bubo bubo). Na zamokřené nekosené louce lze nalézt hraboše mokřadního (Mocrotus agrestis). Je to jeho jediný výskyt v rámci chráněné krajinné oblasti. Také se zde vyskytuje myška drobná (Micromys minutus), psík mývalovitý (Nyctereustes procyonoides) a stádo asi třiceti jedinců nepůvodního muflona (Ovis musimon).

## Ochrana přírody
Na území Karlického údolí dochází k překryvu dvou typů ochrany. Přírodní rezervace leží jednak v Chráněné krajinné oblasti Český kras a také bylo vyhlášeno Evropsky významnou lokalitou (EVL) podle kategorizace Natura 2000. Cílem ochrany je podle plánu péče vytvořit optimální podmínky pro společenstva xerotermních trávníků a utvořit stabilní lesní ekosystém bez nepůvodních dřevin. Už nyní je porost velice blízký potenciálnímu lesnímu porostu. Problém s invazními druhy zde prozatím nehrozí. Nachází se zde sice několik jedinců trnovníku akátu (Robinia pseudoakacia), ale jejich invazní potenciál na této lokalitě není vysoký. Pro zvyšování biodiversity a zachování předmětů ochrany je vhodné na lokalitě zasahovat přírodě blízkým způsobem s co největším podílem přirozené obnovy. Holosečné zásahy by mohly způsobit půdní odkryv, který by mohl zapříčinit erozi a ohrozit tak travertinové kaskády. Drobné periodické cílené zásahy by měly rozvolňovat lesní patro a umožnit tak propustnost světla pro světlo a teplomilné druhy v doubravách. Část dřevní hmoty (3–10 %) by měla být ponechána na místě jako úkryt pro xylofágní hmyz. Z důvodu zachování půdního pokryvu a jako ochrana proti půdní erozi by zásahy neměly být prováděny holosečně.
Na lokalitách, kde se v současnosti nachází bezlesí, je žádoucí odstraňovat všechny zastiňující dřeviny. Rostliny jako zvonovec liliolistý je třeba ochránit před okusem zvěří, toho jde docílit ponecháním prořezávky na místě. Okus a případné zarůstání v důsledku nerozvážného managementu není jediné ohrožení, jemuž přírodní rezervace čelí. Na lokalitě se projevuje vandalismus přímo cílený na populaci vzácného zvonovce liliolistého. Podle plánu péče dochází k záměrnému poškozování populace zvonovce lidmi.

## Přístup

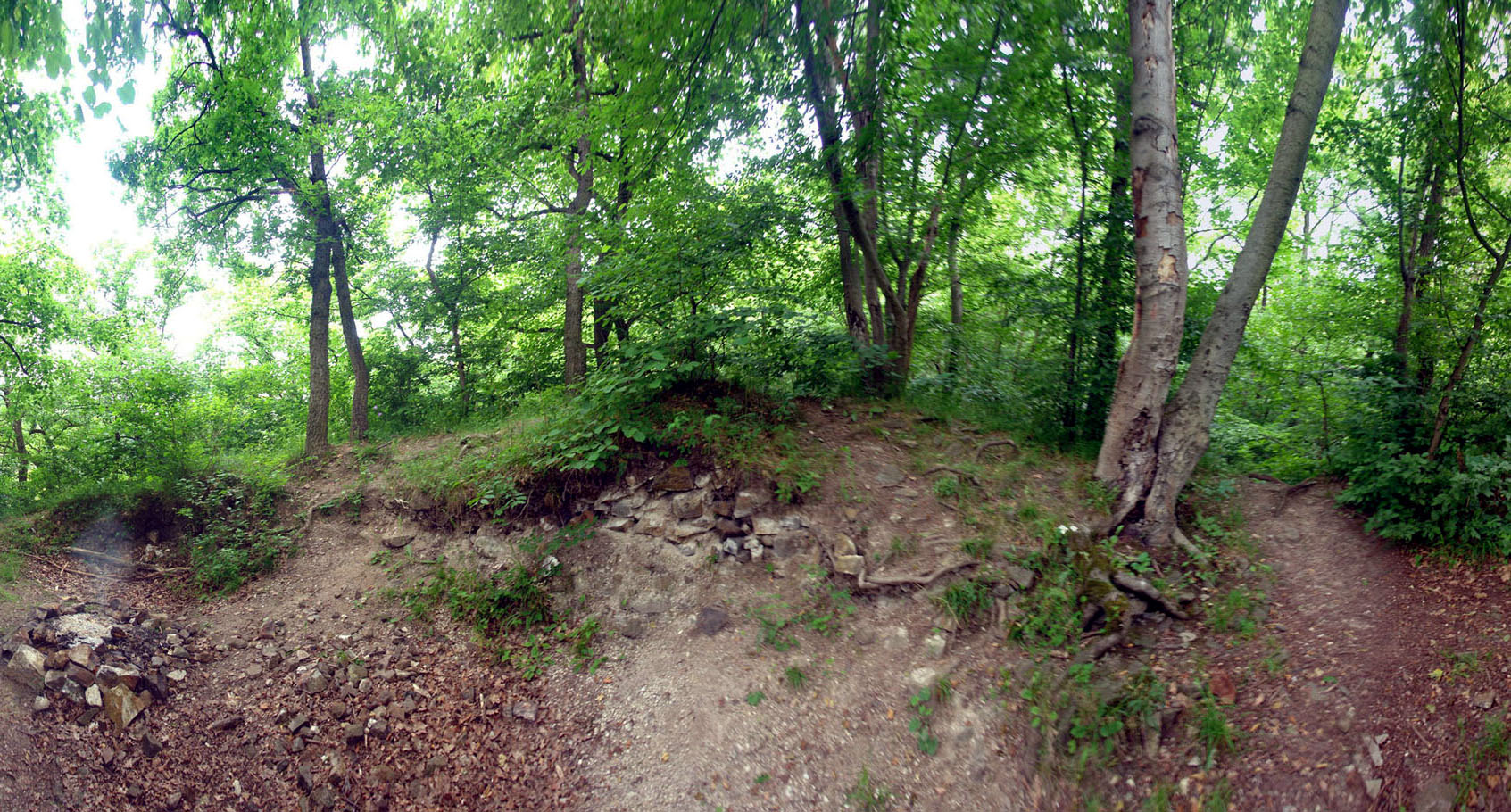
Pozůstatky hradu Karlík

Karlické údolí je dobře přístupné. Nachází se poblíž frekventované železniční trati Praha–Beroun a téměř bezprostředně okolo něj vedou dvě turistické stezky (červená a modrá). Kromě přírodních zajímavostí může být pro turisty lákavá zřícenina hradu Karlík, z něhož se dochovaly zbytky zdí a příkop s valem. Založil ho Karel IV.